# New Zealand Football Championship 2004-2005
L'edizione 2004-2005 fu la prima stagione del campionato neozelandese di calcio.

## Avvenimenti
Il campionato iniziò il 15 ottobre 2004, con una vittoria per 3-1 dell'Auckland City contro il Napier City Rovers e fu presto chiaro che l'Auckland City e il Waitakere United sarebbero state le favorite per la vittoria del campionato. L'Auckland perse solo tre partite in tutta la stagione e si aggiudicò la prima edizione del campionato neozelandese di calcio. Pur essendo arrivato secondo sia nella regular season sia ai playoff, il Waitakere perse tutti i quattro scontri diretti contro l'Auckland City, inclusa l'emozionante finale finita 3-2 per l'Auckland di fronte a 3.800 spettatori in casa dell'Auckland City; in quella partita l'Auckland segnò due gol negli ultimi minuti trasformando una sconfitta per 2-1 in una vittoria per 3-2.
Il Waikato. nonostante un pessimo inizio di stagione, arrivò terzo nella regular season e si qualificò ai playoff dove però perse in semifinale contro il Weitakere.

## Regular season
| Squadra            | G  | V  | N | P  | GF | GS | Pti |
| ------------------ | -- | -- | - | -- | -- | -- | --- |
| Auckland City      | 21 | 14 | 4 | 3  | 53 | 24 | 46  |
| Waitakere Utd      | 21 | 12 | 4 | 5  | 39 | 19 | 40  |
| Waikato            | 21 | 9  | 4 | 8  | 27 | 25 | 31  |
| Canterbury Utd     | 21 | 7  | 6 | 8  | 31 | 38 | 27  |
| Napier City Rovers | 21 | 7  | 5 | 9  | 39 | 48 | 26  |
| Team Wellington    | 21 | 5  | 8 | 8  | 35 | 40 | 23  |
| Southern United    | 21 | 5  | 5 | 11 | 26 | 46 | 20  |
| YoungHeart         | 21 | 4  | 6 | 11 | 26 | 36 | 18  |

Auckland City qualificata alla Finale playoff.
Waitakere e Waikato si qualificano alla Semifinale playoff.

## Playoff

### Semifinale
6 marzo: Waitakere United 4 - 1 Waikato FC

### Finale
12 marzo: Auckland City 3 - 2 Waitakere United